# دوشان ایوکوویچ
دوشان ایوکوویچ (سیریلیک صربی: Душан Дуда Ивковић؛ زادهٔ ۲۹ اکتبر ۱۹۴۳) بازیکن بسکتبال اهل صربستان است.
وی در مسابقات کشوری و بین‌المللی در مجموع برندهٔ ۵ مدال طلا، ۳ مدال نقره شده‌است.
ایوکوویچ در ۱۶ سپتامبر ۲۰۲۱در بلگراد به دلیل آب آوردن ریه‌ها و هرپیز درگذشت.